# Hilton Stockholm Slussen

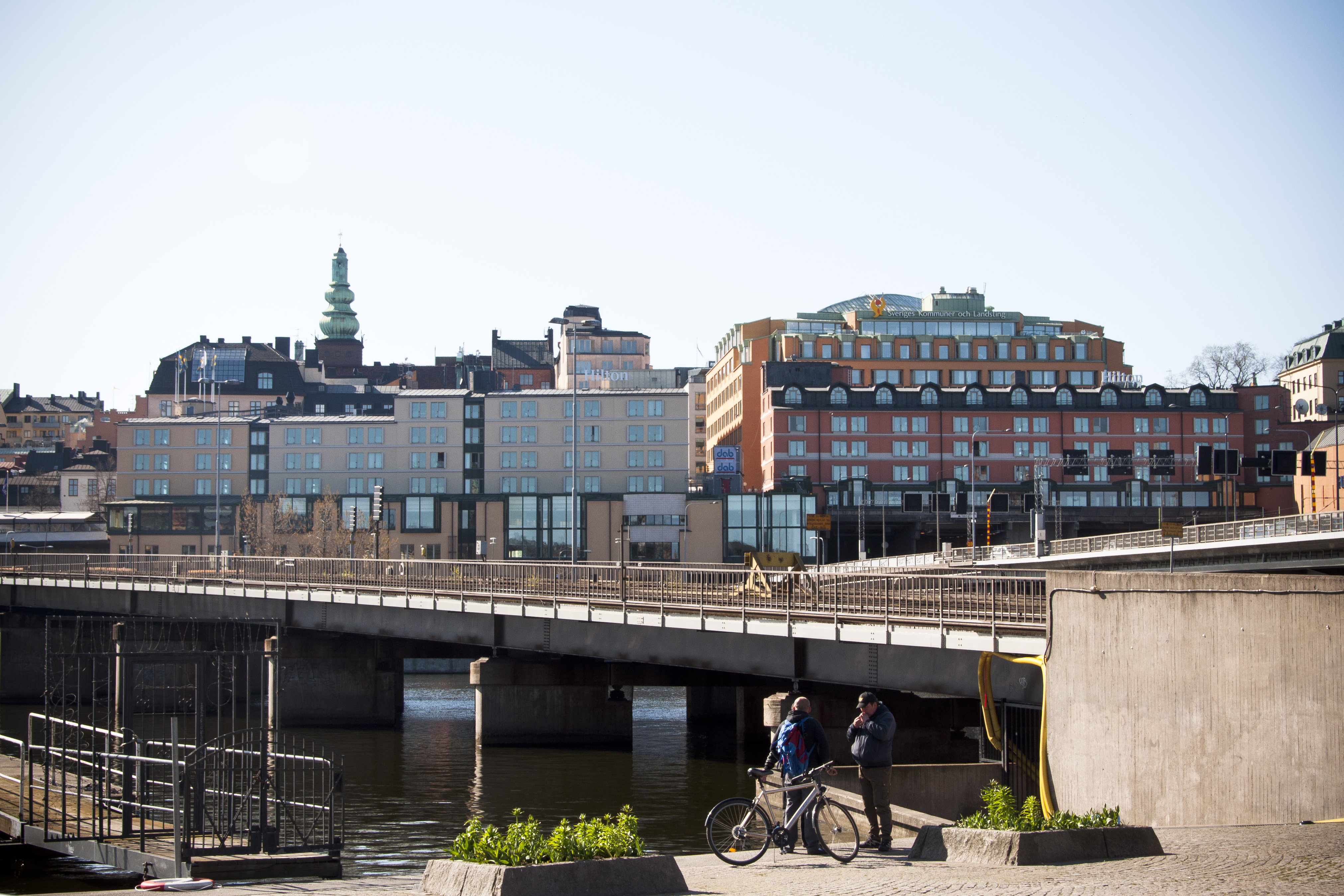
Hilton Stockholm Slussen, fasader mot norr.

Hilton Stockholm Slussen är ett hotell i Hiltonkedjan, vid Södermalmstorg inte långt från Slussen på Södermalm, Stockholm. Adressen är Guldgränd 8. Hotellet förfogar över 289 gästrum och flera konferensrum samt restaurang Eken.

## Hotellbyggnad
Stadsplanen för västra delen av kvarteret Överkikaren fastställdes i juni 1984. Den nya bebyggelsen skulle läka såret som dåvarande Södergatan utgjorde sedan 1930-talet i området vid Hornsgatans östra del. En överbyggnad av Södergatan med pågående trafik samt en besvärlig grundläggning var särskilda utmaningar. Stockholms stadsbyggnadskontor krävde att den kommande bebyggelsen måste ges mycket höga estetiska, stadsbildsmässiga och tekniska kvaliteter.
Hotellet invigdes 1989 i namnet Scandic Crown och bytte 1997 namn till Scandic Hotel Slussen innan det 2002 blev en del av Hilton Hotels.
Hotellet ritades av arkitekt Laszlo Marko.  Anläggningen består av flera byggnadskroppar som sträcker sig ovanför Söder Mälarstrand från Södermalmstorg i ost till Pustegränd i väst samt en separat byggnad med entré från Hornsgatan. Fasaderna består av betongelement och är avfärgade i beige och röd kulör. Entrén ligger vänd mot syd och Guldgränd.

## Bilder

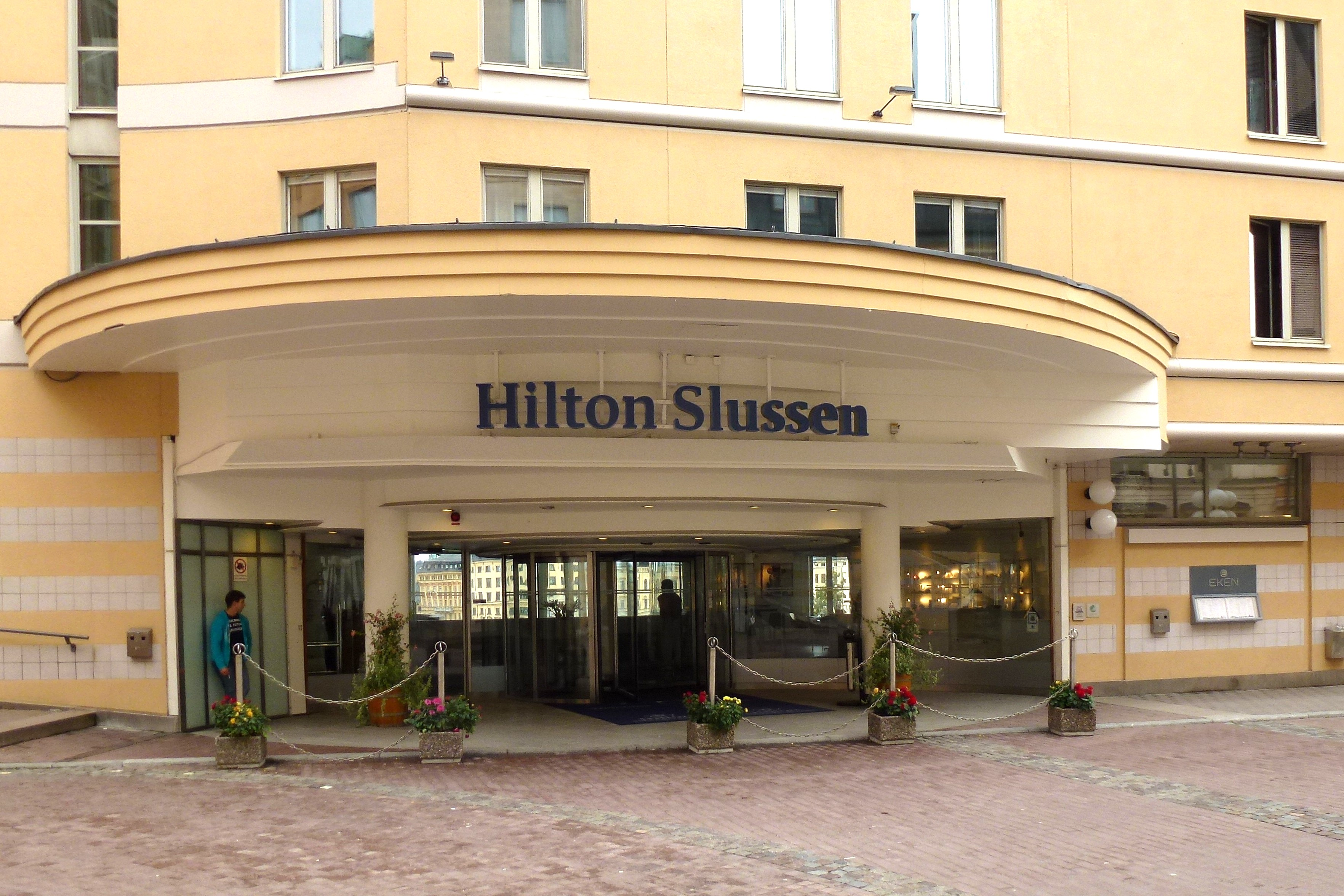
Entrén mot Guldgränd
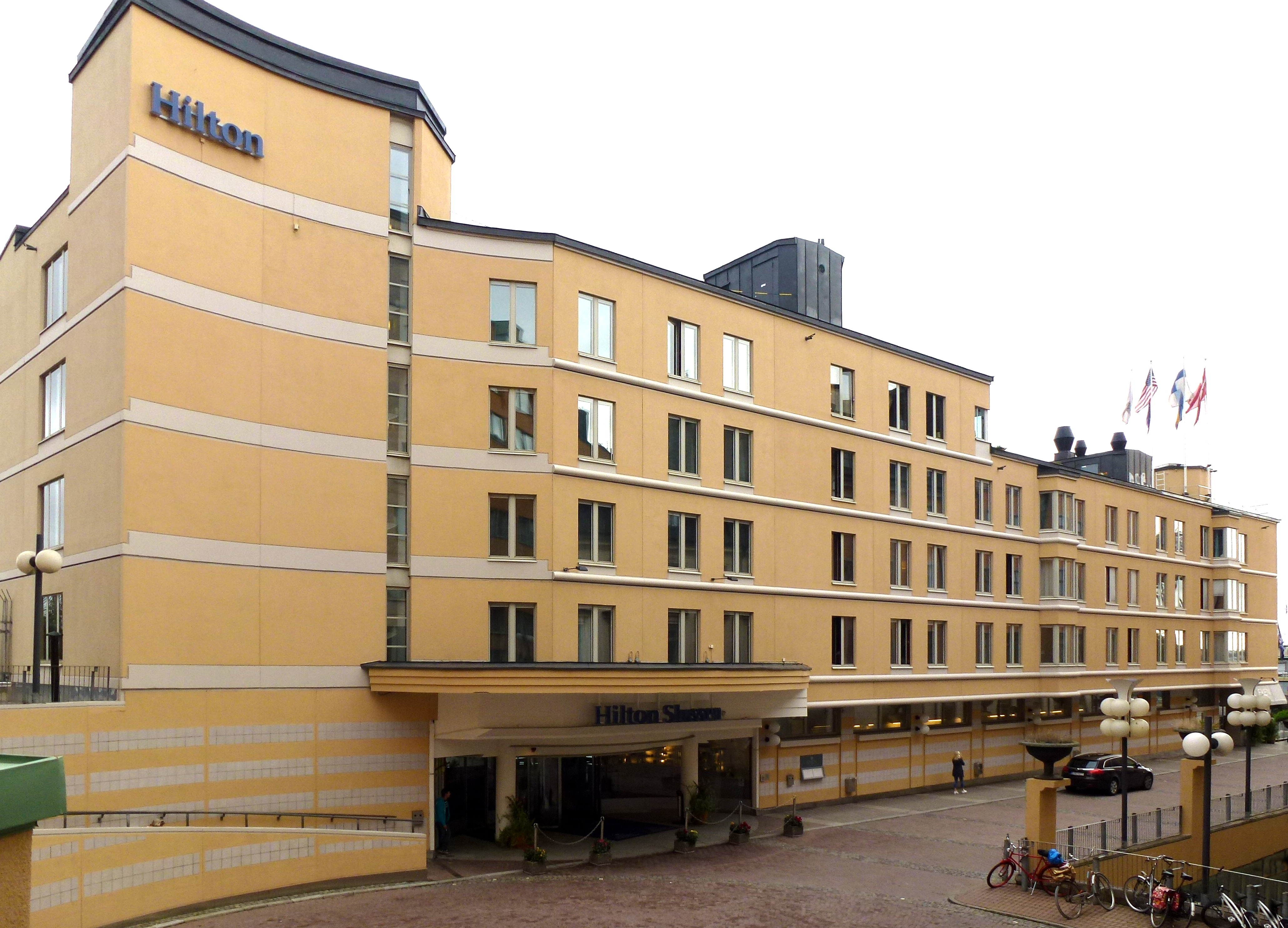
Fasad mot Guldgränd
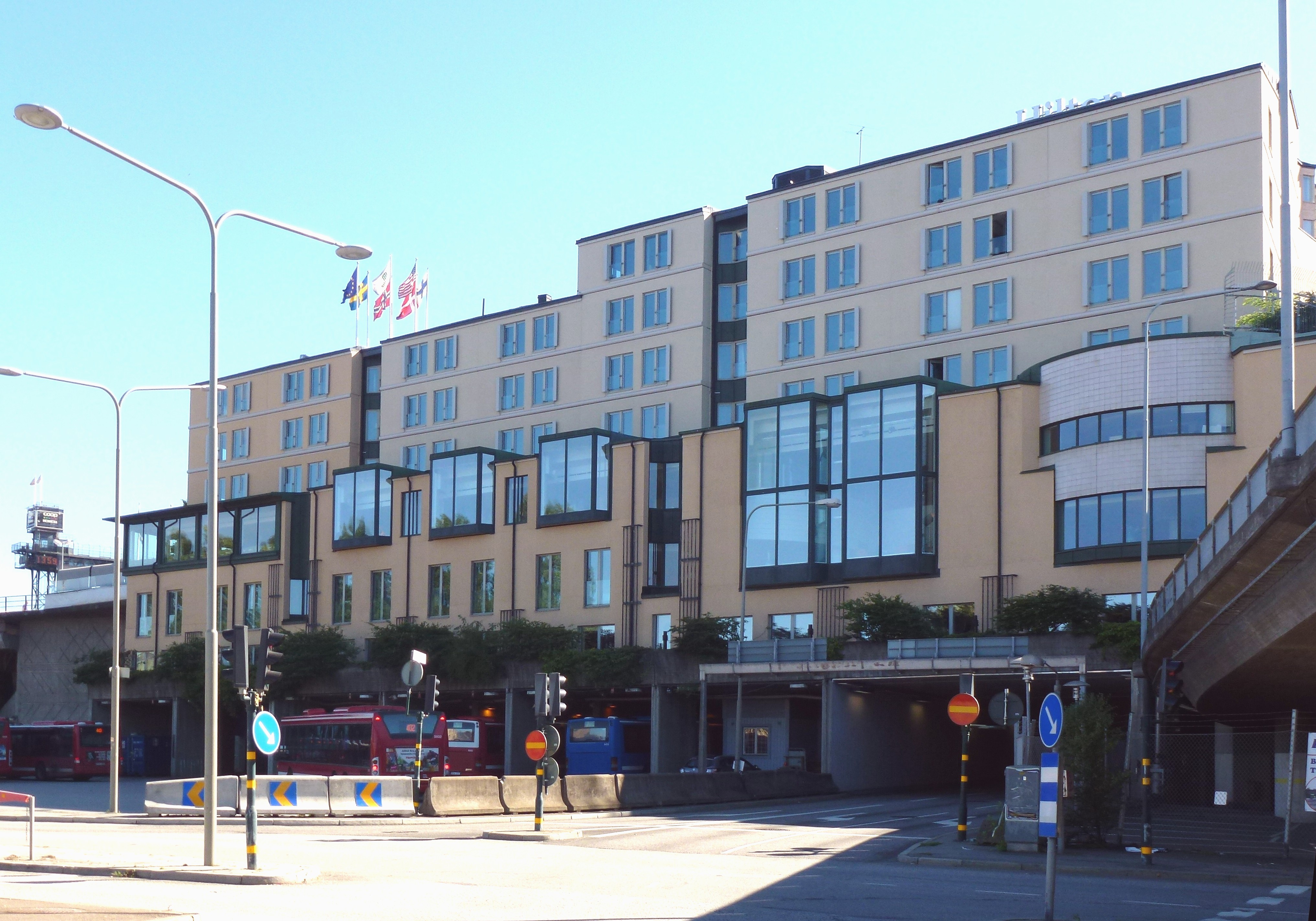
Fasad mot Söder Mälarstrand
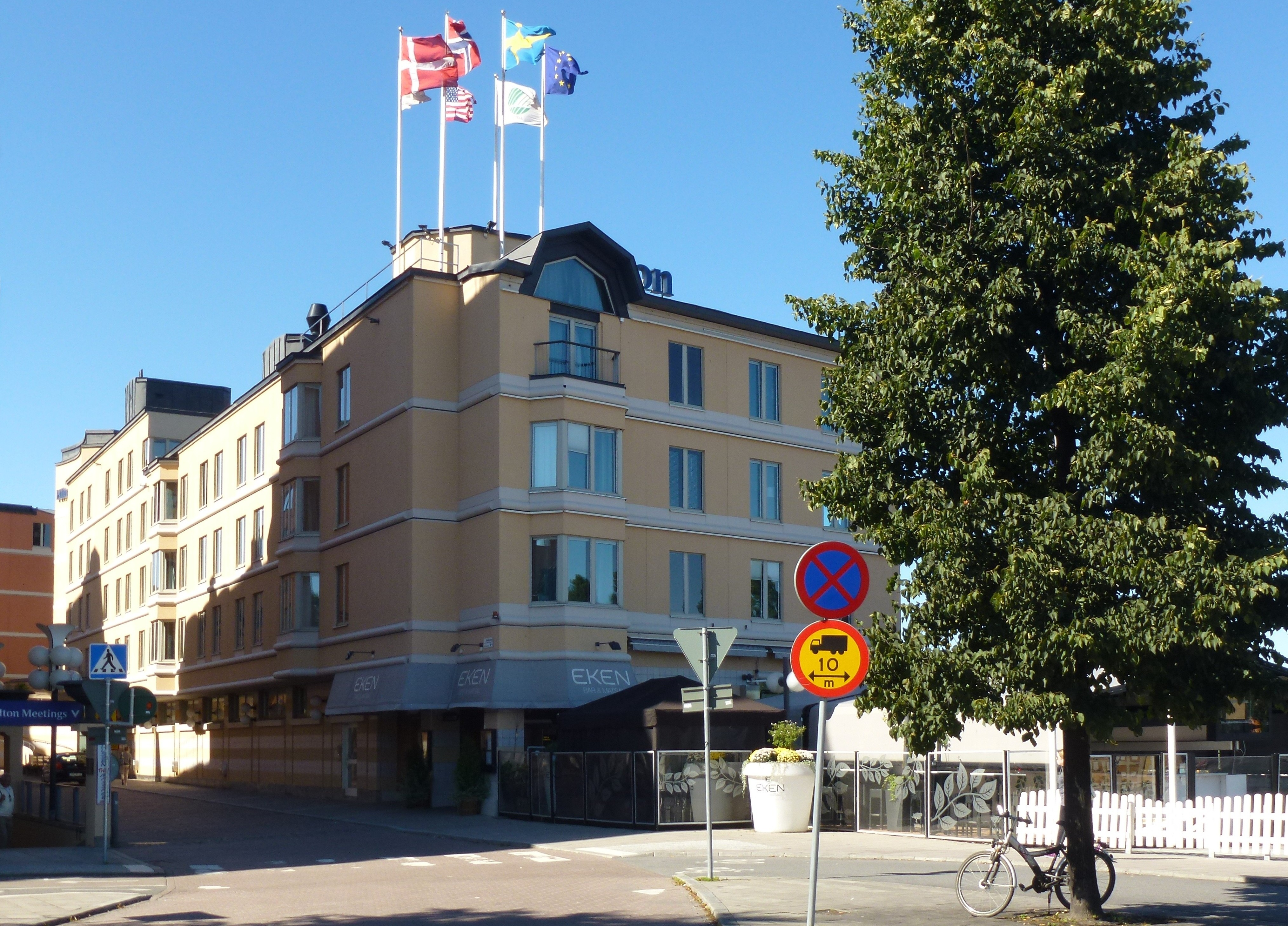
Fasad mot Södermalmstorg